# Дефіле (мода)

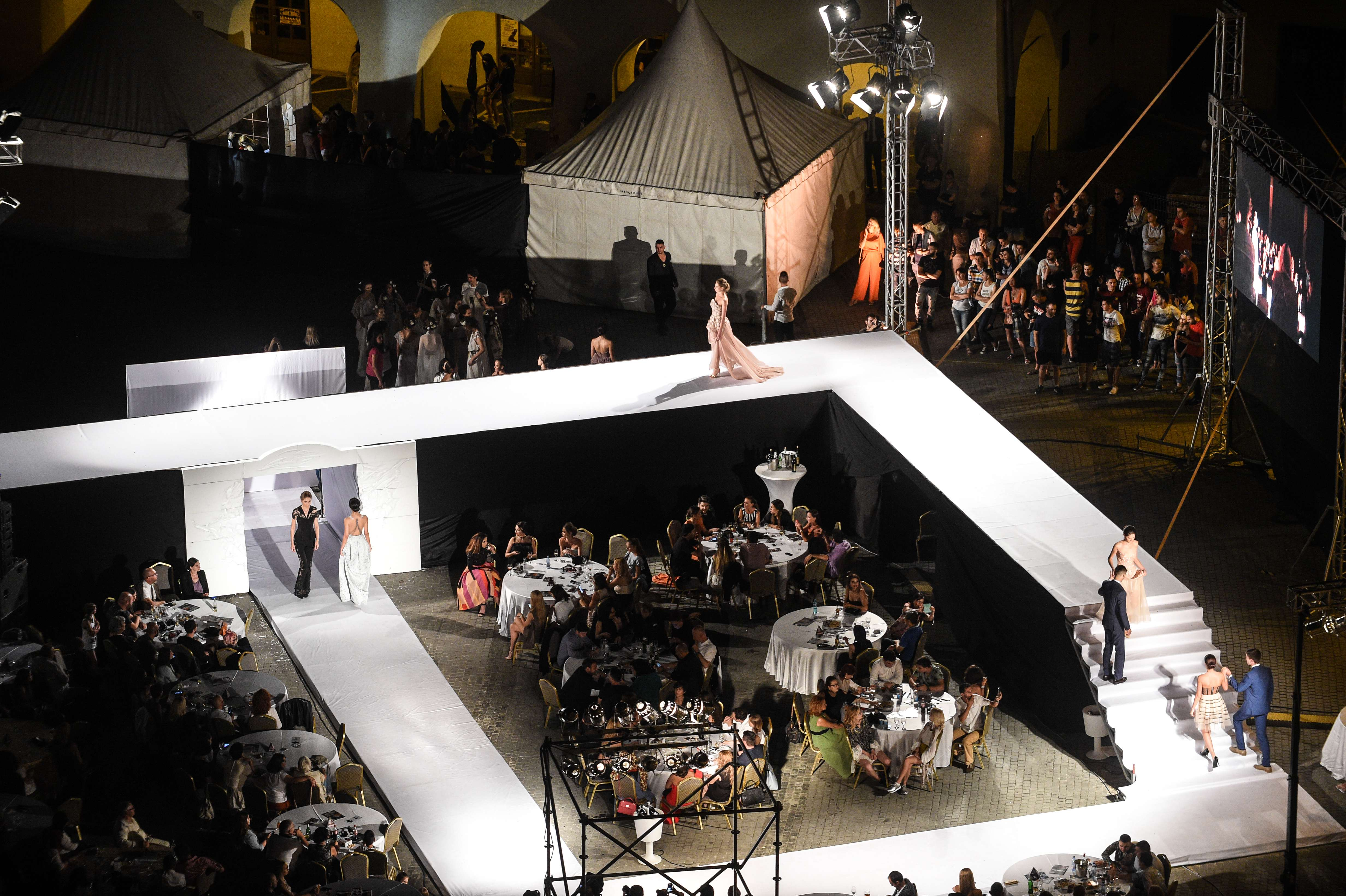
Подіум з місцями для глядачів просто неба під час «Феєричного тижня моди»

Показ моди (фр. défilé de mode), (англ. fashion show) — захід, влаштовуваний модельєром з метою продемонструвати наступну лінію модного одягу. Проводиться під час Тижня моди. Показ моди відбуваються щосезону, іноді в межах суміщених сезонів «весна/літо» і «осінь/зима». Найзначнішими тижнями моди в світі є Паризький тиждень моди і Нью-Йоркський тиждень моди, які проводяться раз на півроку. Інші відомі покази мод всесвітнього значення проходять також у Мілані (Міланський тиждень моди), Лондоні (Лондонський тиждень моди), Сібіу, Берліні (Берлінський тиждень моди).
На типовому показі моди моделі проходять по подіуму, дефілюють у вбраннях, створених модельєром. Порядок демонстрації костюмів визначається заздалегідь, він повинен узгоджуватися з концепцією чергової колекції.
Іноді покази моди проводять у формі інсталяцій, у цьому випадку моделі стоять або сидять в оточенні спеціально створених декорацій. Багато сучасних модельєрів нині демонструють тенденцію уряджають свої дефіле як театральні постановки, з декораціями і додатковими спецефектами, такими як жива музика або технічні складові на зразок голограм.

## Історія
Оскільки мода ще чекає на своїх істориків і дослідників, початок показів моди досі залишається невідомим.
У 1880-х роках «паради моди» періодично відбувалися в паризьких салонах високої моди.
Американські роздрібні торгівці запозичили ідею показів моди на початку 1900-х. Перше американське дефіле, ймовірно, відбулося у 1903 р. у нью-йоркському магазині братів Ерліх.